# Хули (город)
Хули (исп. Juli) — город в юго-восточной части Перу. Административный центр провинции Чукуито в регионе Пуно. Кроме того, является центром одноимённого района. Расположен на берегу озера Титикака в 79 км от города Пуно, на высоте 4092 м над уровнем моря.
Население по данным переписи 2005 года составляет 7872 человека; данные на 2010 год говорят о населении 8422 человека. Преобладающий язык населения — аймара.